# La città si difende
La città si difende è un film del 1951 diretto da Pietro Germi.

## Trama
Quattro ladri, Paolo, Luigi, Guido ed Alberto rubano l'incasso di una partita di calcio allo stadio e scappano via. Non si tratta di delinquenti abituali, ma di poveri di varia estrazione sociale che sperano di trovare nel furto le opportunità di una vita migliore. Paolo, ex calciatore la cui carriera è stata interrotta da un infortunio, cerca con il denaro di riconquistare i favori della sua ex amante Daniela, ma lei lo respinge e lo denuncia. Luigi, disoccupato con moglie e figlia a carico, riesce a ricevere da Paolo solo una piccola parte del bottino; con questi soldi tenta di scappare in campagna con la famiglia, ma in treno, al momento del controllo dei biglietti, i suoi nervi cedono: ha una discussione con il bigliettaio e tenta la fuga gettandosi dal treno. Dopo una corsa tra i campi, in preda a sensi di colpa, si suicida con un colpo di pistola. Guido è il più emarginato del gruppo, l'unico privo di legami affettivi: da professore di disegno è diventato ritrattista ambulante e poi si è dato al crimine. Ha con sé il grosso del bottino, con cui vorrebbe fuggire in Corsica eludendo i controlli alla frontiera. Però i trafficanti a cui si rivolge per espatriare illegalmente lo uccidono e si impadroniscono del denaro. Alberto è il più giovane e abita ancora con i genitori; rimane quasi subito senza soldi e per un po' girovaga senza meta, non osando metter piede a casa per sottrarsi all'arresto. Quando alla fine, senza prospettive di nessun tipo, decide di tornare a casa, trova la polizia ad attenderlo. Disperato, decide di fuggire sul cornicione, da cui, privo di qualsiasi via di scampo, minaccia anche di buttarsi; ma il toccante discorso di sua madre lo persuade ad affrontare le conseguenze del suo atto.

## Produzione

### Riprese
La casa di Alberto sarebbe, secondo la polizia, in Via del Lavatore, nel rione Trevi di Roma; ma la scena del cornicione è in realtà ambientata a Trastevere (è ben visibile una targa stradale relativa al Vicolo Moroni).

## Distribuzione
Il film venne distribuito nelle sale cinematografiche italiane il 12 ottobre 1951.

## Accoglienza

### Incassi
Il film incassò 185.813.308 lire dell'epoca.

### Critica
Per il Dizionario Mereghetti la descrizione del sottobosco di perdenti e disperati è riuscita e «la tecnica è eccellente, ma il pathos populista spesso non è sotto controllo».
Per il Dizionario Morandini è «uno dei meno riusciti film del primo periodo di P. Germi. Debole nelle scene d'azione, frana e si disperde per un sovraccarico di moralismo edificante».

## Riconoscimenti
- Festival di Venezia (1951):
  - Premio della Presidenza del Consiglio dei Ministri al Miglior Film Italiano

## Curiosità
- Pietro Germi è presente in una foto fornita alla polizia dalla ex padrona di casa di Guido Marchi per mostrare l’aspetto dell’artista ricercato.